# John Henry Kinkead
John Henry Kinkead, född 10 december 1826 i Somerset County i Pennsylvania, död 15 augusti 1904 i Carson City i Nevada, var en amerikansk republikansk politiker. Han var den tredje guvernören i delstaten Nevada 1879-1883.
Kinkead var Nevadaterritoriets skattmästare 1862-1864 och delegat till Nevadas konstitutionskonvent. Efter tiden som guvernör i Nevada tjänstgjorde han som Alaskadistriktets guvernör 1884-1885. Efter året i Alaska återvände han till Carson City.
Kinkeads grav finns på Lone Mountain Cemetery i Carson City.